# ألبرت هاركنيس
ألبرت هاركنيس (بالإنجليزية: Albert Harkness)‏ هو صحفي وأستاذ جامعي أمريكي، ولد في 6 أكتوبر 1822 في ميندون في الولايات المتحدة، وتوفي في 27 مايو 1907 في بروفيدنس في الولايات المتحدة.